# A Seat at the Table
A Seat at the Table é o terceiro álbum de estúdio da cantora e compositora americana Solange. Foi lançado em 30 de setembro de 2016, pela Saint Records e Columbia Records. Ao gravar o álbum, Knowles lançou um EP, intitulado True (2012) e lançou seu próprio selo discográfico Saint Records. A composição para o álbum começou em 2008, enquanto as sessões de gravação ocorreram de 2013 a junho de 2016. Solange variou os colaboradores, como os rappers americanos Lil Wayne e Q-Tip, os cantores e compositores norte-americanos The-Dream, BJ the Chicago Kid, Kelly Rowland e Tweet, e os músicos Sampha, Kelela e David Longstreth, entre outros.
O álbum foi muito aclamado pela crítica sobre música música e tornou-se o primeiro álbum número um da Solange no Billboard 200 nos Estados Unidos, estreando com 46,000 cópias vendidas (totalizando 72,000 com streaming que equivale a álbuns). O primeiro single do álbum, Cranes in the Sky, foi lançado em 5 de outubro de 2016 e foi indicado ao Grammy 2017 e venceu na  Melhor Performance de R&B.

## Faixas
| Edição padrão  |                                                                                                 |                       |                                                                       |         |  |
| N.º            | Título                                                                                          | Compositor(es)        | Produtor(es)                                                          | Duração |  |
| 1.             | "Rise"                                                                                          | Solange Knowles       | Knowles Questlove Ray Angry Majical Cloudz Raphael Saadiq             | 1:41    |  |
| 2.             | "Weary"                                                                                         | Knowles               | Saadiq Knowles Sir Dylan                                              | 3:14    |  |
| 3.             | "Interlude: The Glory Is in You"                                                                | Knowles               | Saadiq Knowles Sir Dylan                                              | 0:17    |  |
| 4.             | "Cranes in the Sky"                                                                             |                       | Saadiq Knowles                                                        | 4:10    |  |
| 5.             | "Interlude: Dad Was Mad"                                                                        | Knowles               | Knowles Dave Longstreth Saadiq Sir Dylan                              | 0:46    |  |
| 6.             | "Mad" (participação de Lil Wayne)                                                               | Knowles Dwayne Carter | Knowles Longstreth Saadiq Sir Dylan                                   | 3:55    |  |
| 7.             | "Don't You Wait"                                                                                | Knowles               | Knowles Olugbenga Longstreth Sampha Troy Johnson Kwes Adam Bainbridge | 4:05    |  |
| 8.             | "Interlude: Tina Taught Me"                                                                     | Knowles               | Sampha Knowles Dave Andrew Sitek Patrick Wimberly Bryndon Cook        | 1:14    |  |
| 9.             | "Don't Touch My Hair" (participação de Sampha)                                                  | Knowles Sampha Sisay  | Sampha Knowles Sitek Wimberly Cook                                    | 4:17    |  |
| 10.            | "Interlude: This Moment"                                                                        | Knowles               | Bainbridge Knowles                                                    | 0:49    |  |
| 11.            | "Where Do We Go"                                                                                | Knowles               | Knowles Saadiq Sean Nicholas Savage Wimberly Kwes Sir Dylan           | 4:24    |  |
| 12.            | "Interlude: For Us by Us"                                                                       | Knowles               | John Kirby Knowles                                                    | 0:52    |  |
| 13.            | "F.U.B.U." (participação de The-Dream e BJ the Chicago Kid)                                     | Knowles Terius Nash   | Knowles Longstreth                                                    | 5:13    |  |
| 14.            | "Borderline (An Ode to Self Care)" (participação de Q-Tip)                                      | Knowles               | Q-Tip Knowles                                                         | 3:02    |  |
| 15.            | "Interlude: I Got So Much Magic, You Can Have It" (participação de Kelly Rowland e Nia Andrews) | Knowles               |                                                                       | 0:26    |  |
| 16.            | "Junie"                                                                                         | Knowles               | Saadiq Knowles Kirby                                                  | 3:06    |  |
| 17.            | "Interlude: No Limits"                                                                          | Knowles               | Kirby Knowles                                                         | 0:39    |  |
| 18.            | "Don't Wish Me Well"                                                                            | Knowles               | Knowles Sampha Longstreth Kwes Bainbridge                             | 4:15    |  |
| 19.            | "Interlude: Pedestals"                                                                          | Knowles               | Knowles                                                               | 0:57    |  |
| 20.            | "Scales" (participação de Keleia)                                                               | Knowles               | Knowles Longstreth Kwes Wimberly                                      | 3:39    |  |
| 21.            | "Closing: The Chosen Ones"                                                                      | Knowles               | Knowles Johnson                                                       | 0:42    |  |
| Duração total: | Duração total:                                                                                  | Duração total:        | Duração total:                                                        | 51:43   |  |

Notas
- "Rise" - Contém vocais adicionais de Raphael Saadiq
- "Weary" -Contém vocais adicionais de Tweet
- "Interlude: The Glory Is in You" é performado por Master P.
- "Interlude: Dad Was Mad" é interpretado por Mathew Knowles
- 'Mad" - Contém vocais adicionais de The-Dream , Moses Sumney e Tweet
- Do not Wait" - Contém vocais adicionais de Olubenga
- "Interlude: Tina Taught Me" é interpretado por Tina Knowles
- "Interlude: This Moment" é performado por Master P, Kelsey Lu, Sampha e Devonte Hynes
- "Where Do We Go" - Contém vocais adicionais de Sean Nicholas Savage
- "Interlude: For Us by Us" - Contém vocais adicionais de Master P.
- "F.U.B.U." - Contém vocais adicionais de Tweet
- "Junie" - Contém vocais não creditados de André 3000
- "Interlude: No Limits" é performado por Master P.
- "Interlude: Pedestals" é performado por Master P.
- "Closing: The Chosen Ones" é performado por Master P.